# Задорненське газове родовище
Задорненське газове родовище — належить до Причорноморсько-Кримської нафтогазоносної області Південного нафтогазоносногу регіону України. 

## Опис
Розташоване на Тарханкутському півосторові (Крим) поблизу с. Задорне. Знаходиться в Півн.-Кримській зоні Каркінітсько-Північно-Кримського прогину. 
Структура (брахіантикліналь захід-північно-західного простягання) виявлена в 1947 р. Промисловий приплив газу одержано в 1960 р. з газових покладів палеоцену в інтервалі 562-595 м. Газоносні пісковикоподібні органогенно-детритові вапняки нижн. палеоцену. 
Поклад масивно-пластовий, склепінчастий. Колектори тріщинно-порового типу. Режим роботи Покладу водонапірний. Запаси газу початкові видобувні категорій А+В+С1 — 1020 млн м³. Розроблялося в 1968-83 рр. Видобуто 925 млн. м³ газу (90,4% запасів). Залишкові запаси доцільно використати для місцевих потреб. 